# Maison forte de Pravieux
La maison forte de Pravieux est une ancienne maison forte, du XIIIe siècle, qui se dresse sur la commune de Chaponost, dans le département du Rhône en région Auvergne-Rhône-Alpes.

## Situation
La maison forte de Pravieux est située dans le département français du Rhône sur la commune de Chaponost, à flanc de colline, elle domine la plaine reliant Francheville à Brignais.

## Histoire
Selon d'Hozier et Lamant, la famille David, seigneurs de Pravieux en Forez et Lyonnais, était propriétaires de certains châteaux en Forez. Julien David est né à la fin du XIIe siècle (vers 1175?).
La première mention connue des propriétaires de Pravieux date de 1268, en la personne d'Hugues de Pravieux. Au début du XVe siècle, la famille de Sacconins ou Sacconay tient le fief ; à cette famille est aussi rattaché le château de Pravieux à Pouilly-lès-Feurs.
La famille de Gadagne, installée à Lyon mais d'origine florentine, prend possession du fief au XVIe siècle ; Thomas de Gadagne, dit « le Riche », cède sa fortune à son neveu, lui aussi prénommé Thomas et surnommé « le Magnifique ».
Au XVIIe siècle, apparaît la famille Guyot ; Jean Guyot (1647-1709), seigneur de Pravieux, bourgeois lyonnais et avocat au parlement de Bourgogne, épouse Jeanne Duxio. Puis vient la famille Blanchet ; Jean Claude Blanchet de Pravieux (1662- ) est échevin ; son fils, Claude Louis, avocat, procureur du Roi en l'élection, membre de l'Académie de Lyon (1697-1763), lui succède. À la Révolution, les demoiselles Blanchet sont propriétaires des lieux.
Au début du XXe siècle, la famille Celle habite la demeure ; Marguerite Celle épouse le fils de Laurent Bonnevay, président du Conseil général du Rhône et Garde des Sceaux.

## Armoiries

Armes des Gadagne

- Sacconins: de gueules semé de billettes d’or, à la bande d’argent brochant sur le tout, chargée en chef d’un lion de sable
- Gadagne: de gueules à la croix dentelée d'or
- Guyot de Pravieux: parti d'argent et de sinople, à la branche de gui brochant sur le parti, de l'un en l'autre, au chef chargé de deux feuilles de chêne posées en fasce, affrontées, le tout de l'un à l'autre
- Blanchet de Pravieux: de gueules, à la bande d'or, accostée de deux plantes de lys d'argent

## Description
Cette maison forte, d'une grande sobriété, n'est ornée à l'extérieur que de rares fenêtres à meneaux.

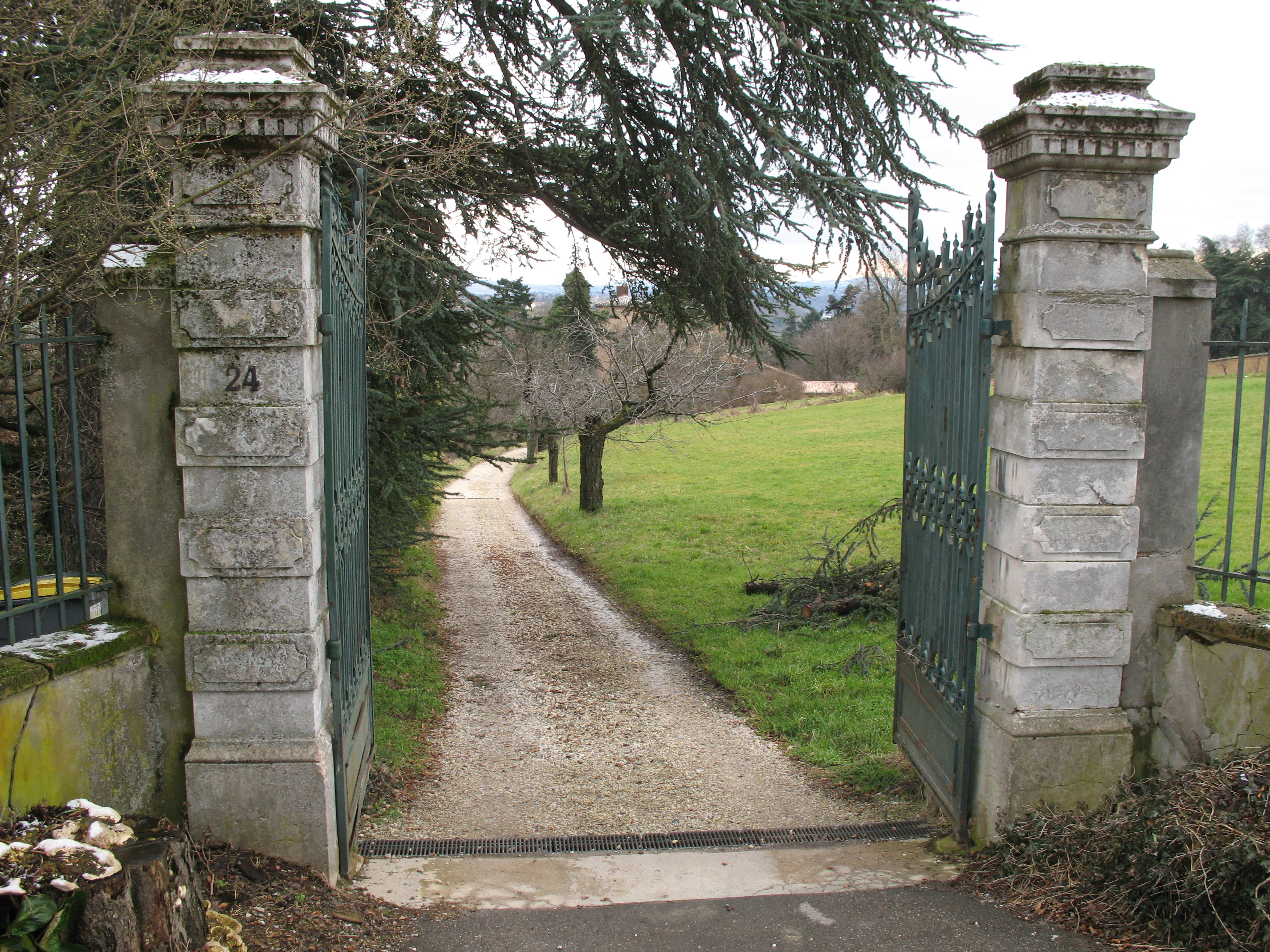
Entrée nord
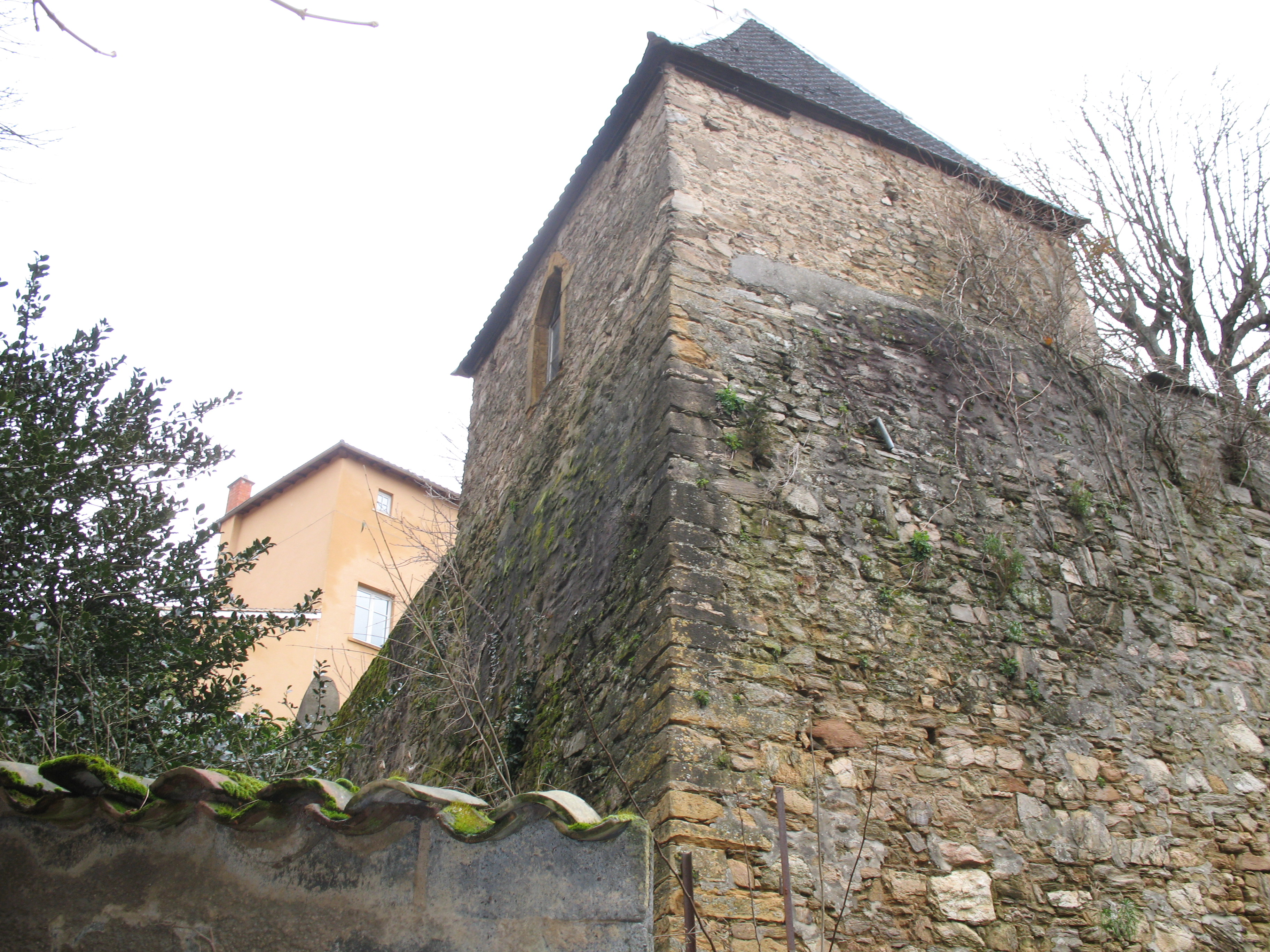
tour sud ouest
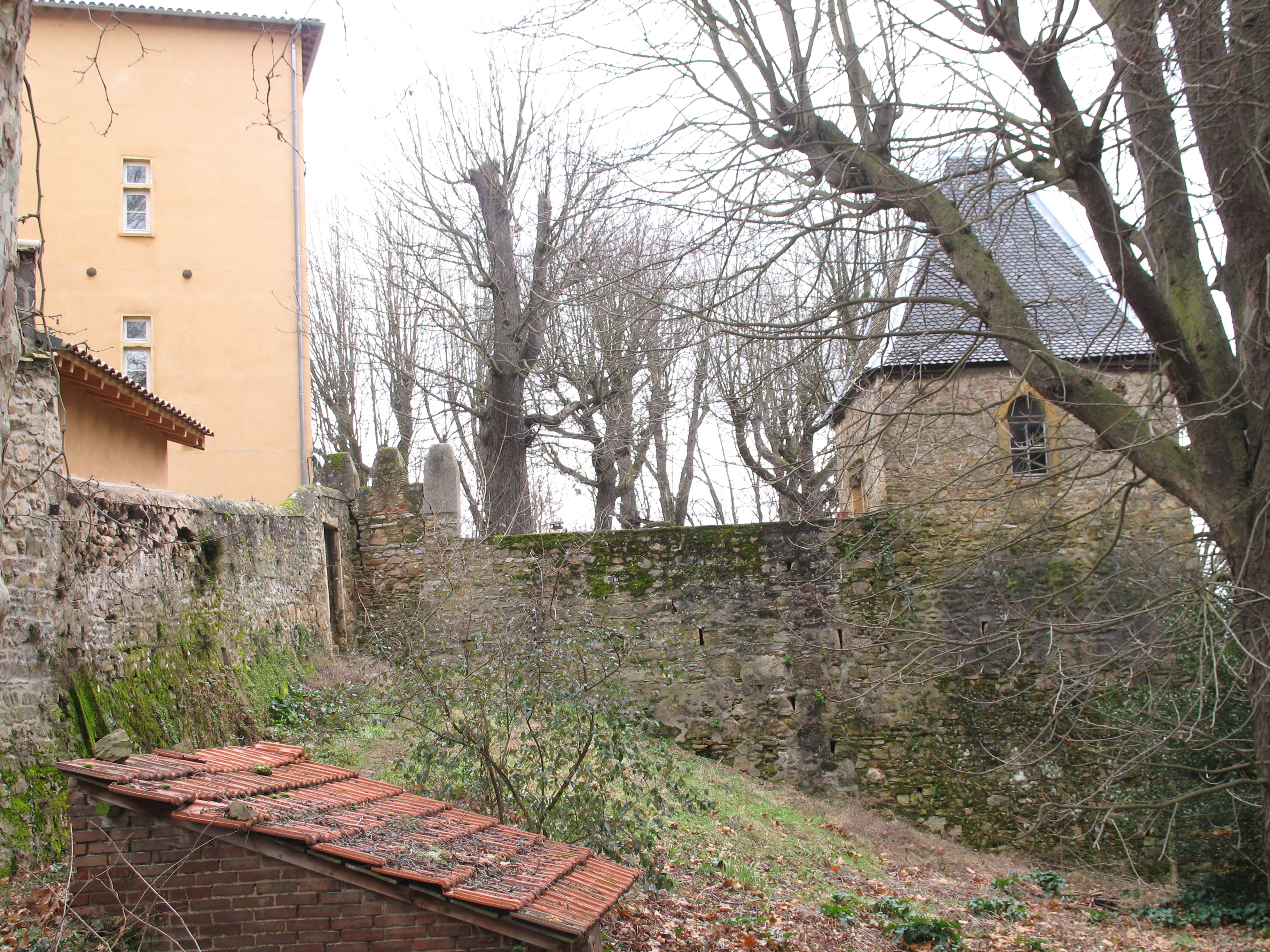
Côté ouest